# Цфатский сыр
Цфатский сыр (Цфатит) — солёный израильский сыр, полутвердый, с вязкой текстурой, продаваемый небольшими круглыми кусками. Сыр производится из коровьего или овечьего молока и может иметь различную степень жирности.

## История
Первый цфатский сыр был произведен на молочной ферме Хамеири в Цфате в 1840 году. Первое поколение владельцев фермы назвало его Цфатит по имени города. С течением времени это название прижилось и стало нарицательным. «Цфатитом» теперь называют любые сыры этого типа, производимые на различных молочных заводах. Молочная ферма Хамеири производит сыр по оригинальному рецепту из козьего молока и продает его по всей стране. Ещё одна старая молочная ферма, «Кадош», производящая сыр «Цфатит», также находится в Цфате.
В настоящее время выпускается множество видов сыра «Цфатит», производимые различными молочными заводами, из разных видов молока и отличающиеся различным процентным содержанием жира.

## Производственный процесс
Для приготовления сыра «Цфатит» молоко пастеризуется при относительно низкой температуре (около 72 ° C), при которой уничтожаются микробы, но белок, находящийся в калье, остается неповрежденным.
Пастеризованное молоко подвергается процессу свертывания молока, в основе которого лежит действие фермента, который действует на основной белок, содержащийся в молоке, казеин; в процессе свертывания в массу также добавляют молочнокислые бактерии, которые определяют вкус сыра и способствуют процессу свертывания. Кроме того, в молоко добавляют хлорид кальция для того, чтобы компенсировать потерю кальция, происходящую в процессе пастеризации молока.
Свёртывание, обусловленное действием фермента, происходит относительно быстро, примерно за час. Затем створожившуюся массу разрезают на куски, которые выдерживают в течение нескольких часов, регулярно осторожно переворачивая, что способствует удалению воды из сырной массы. На этом же этапе добавляется соль — как для придания сыру вкуса, так и с целью сохранить сыр подольше.
После того, как большая часть жидкости удалится, высвобождаемой во время нарезки, куски сыра укладывают в соломенные корзины (сегодня имеются также пластиковые корзины, имитирующие соломенные), где они остаются в течение нескольких часов, чтобы оставшаяся вода удалилась, а сыр приобрёл круглую форму. В течение этого времени сыр переворачивают несколько раз, чтобы стекли остатки жидкости, а на поверхности сыра образовался отпечаток дна корзины.

## Использование сыра
Продаётся в головках небольшого размера (200—300 граммов). Сыр популярен в бутербродах, с овощным салатом, со специями или в его оригинальной форме. Сыр «Цфатит» используется в самосах и в бурекасах, а также в качестве начинки для лепешек, которые выпекаются в духовке с различными специями и овощами. Выдержанный, более твердый, сыр «Цфатит» часто натирают сверху на пасту или на шакшуку.